# Liga Femenina 2 de baloncesto 2021-22
La Liga Femenina 2 de baloncesto 2021-22, fue la 21.ª temporada de la tercera máxima competición de clubes femeninos de baloncesto en España. La organizó la Federación Española de Baloncesto. 
Con la creación de la Liga Femenina Challenge en la temporada 2021-2022, la Liga Femenina 2 pasó de ser la segunda a la tercera máxima competición de baloncesto de clubes femeninos.

## Formato
En esta temporada, participaron 28 equipos, divididos en dos grupos de 14 equipos (A y B).
La competición se dividió en dos partes, liga regular y fase final.
En la liga regular los 14 equipos de cada grupo jugaron todos contra todos en partidos de ida/vuelta en 26 jornadas.
En la fase final, los cuatro primeros de cada grupo tras finalizar la liga regular, se dividieron en dos grupos de cuatro equipos, dos del grupo A y 2 del grupo B según el orden de clasificación. La fase final se disputó en sede única, con liga regular a una sola vuelta, todos contra todos, dentro de cada grupo. En las semifinales jugaron el 1.º de cada grupo contra el 2.º del otro, los dos vencedores ascendieron a la Liga Femenina Challenge 2022-23.
Los tres últimos clasificados en la liga regular descendieron a cada correspondiente división de la Primera Nacional Femenina.

## Clubs participantes
Un total de 28 equipos compitieron en la liga, 22 equipos de la temporada 20-21 y 6 equipos ascendidos de Primera División Nacional Femenina. Con la creación en esta temporada, de la Liga Femenina Challenge, los equipos descendidos de la Liga Femenina Endesa 2020-21, bajaron a la Liga Femenina Challenge 2021-22.

### Grupo A
| Club                                      | Pabellón                             | Ciudad                     |
| ----------------------------------------- | ------------------------------------ | -------------------------- |
| ISE Costa de Almería                      | Moisés Ruiz                          | Almería                    |
| Vega Lagunera Toyota Adareva Tenerife     | Complejo Deportivo Islas Canarias    | San Cristóbal de la Laguna |
| C. B. Arxil                               | Estadio de la Juventud               | Pontevedra                 |
| Melilla Sport Capital La Salle            | Guillermo García Pezzi               | Melilla                    |
| Unicaja Málaga                            | Los Guindos                          | Málaga                     |
| Mariscos Antón Cortegada                  | Municipal Fontecarmoa                | Villagarcía de Arosa       |
| Milar Córdoba Baloncesto Femenino         | Complejo Deportivo Cervantes         | Córdoba                    |
| Baloncesto Femenino León                  | Palacio Municipal de los Deportes    | León                       |
| HGB Ausarta Barakaldo EST                 | Polideportivo Lasesarre              | Baracaldo                  |
| Magec Tías Contra Violencia Género        | Municipal de Tías                    | Tías                       |
| Maristas Coruña                           | Colexio Maristas                     | La Coruña                  |
| Institutos de Compostela-Xunta de Galicia | Instituto Rosalía de Castro          | Santiago de Compostela     |
| Gdko Ibaizabal                            | Polideportivo Urreta                 | Galdacano                  |
| Asisa Alhaurín de la Torre                | Polideportivo Municipal Blas Infante | Alhaurín de la Torre       |

(  Ascensos/Descensos de la temporada anterior 2020-21)

### Grupo B
| Club                                     | Pabellón                            | Ciudad                |
| ---------------------------------------- | ----------------------------------- | --------------------- |
| Segle XXI                                | Direcció General de L'Esport        | Esplugas de Llobregat |
| Fustecma NBF Castelló                    | Municipal Grapa                     | Castellón             |
| Unilever Viladecans BF                   | Atrium Viladecans                   | Viladecans            |
| Anagan Stadium Casablanca                | Stadium Casablanca                  | Zaragoza              |
| GEiEG Unigirona                          | LLuís Bachs                         | Gerona                |
| Picken Claret                            | Universidad de Valencia             | Valencia              |
| Ekke C.B. Lleida                         | Barris Nord                         | Lérida                |
| Basket Almeda                            | Almeda                              | Cornella de Llobregat |
| Wintyn Femení Sant Adrià                 | Municipal Ricart                    | San Adria de Besos    |
| Germans Homs - U.E.Mataró Femení Maresme | Pavelló d'Esports Josep Mora        | Mataró                |
| Club Sant Josep Obrer                    | Municapal Toni Pizá                 | Palma                 |
| Azulejos Moncayo Helios                  | CN Helios                           | Zaragoza              |
| Distrito Olímpico                        | Pdvo. Municipal San Blas            | Madrid                |
| Asnimo Ágora Portals                     | Polideportivo Colegio Agora Portals | Portals Nous          |

(  Ascensos/Descensos de la temporada anterior 2020-21)

## Liga regular

### Grupo A
| | Equipo                                    | Puntos | J  | G  | P  | PF   | PC   | DP   |
| --- | ----------------------------------------- | ------ | -- | -- | -- | ---- | ---- | ---- |
| 1 | ISE Costa de Almería                      | 47     | 26 | 21 | 5  | 1771 | 1434 | 337  |
| 2 | Vega Lagunera Toyota Adareva Tenerife     | 46     | 26 | 20 | 6  | 1795 | 1627 | 168  |
| 3 | C. B. Arxil                               | 45     | 26 | 19 | 7  | 1727 | 1584 | 143  |
| 4 | Melilla Sport Capital La Salle            | 44     | 26 | 18 | 8  | 1749 | 1611 | 138  |
| 5 | Unicaja Málaga                            | 42     | 26 | 16 | 10 | 1692 | 1599 | 93   |
| 6 | Mariscos Antón Cortegada                  | 39     | 26 | 13 | 13 | 1618 | 1533 | 85   |
| 7 | Milar Córdoba Baloncesto Femenino         | 39     | 26 | 13 | 13 | 1661 | 1754 | -93  |
| 8 | BF León                                   | 38     | 26 | 12 | 14 | 1583 | 1620 | -37  |
| 9 | HGB Ausarta Barakaldo EST                 | 38     | 26 | 12 | 14 | 1604 | 1665 | -61  |
| 10 | Magec Tías Contra Violencia Género        | 38     | 26 | 12 | 14 | 1652 | 1674 | -22  |
| 11 | Maristas Coruña                           | 36     | 26 | 10 | 16 | 1712 | 1747 | -35  |
| 12 | Institutos de Compostela-Xunta de Galicia | 34     | 26 | 8  | 18 | 1433 | 1595 | -162 |
| 13 | Gdko Ibaizabal                            | 31     | 26 | 5  | 21 | 1426 | 1620 | -194 |
| 14 | Asisa Alhaurín de la Torre                | 29     | 26 | 3  | 23 | 1397 | 1757 | -360 |
| Fuente: Federación Española de Baloncesto: Clasificación de la Liga Femenina 2 - Grupo A; actualización automática |                                           |        |    |    |    |      |      |      |

### Grupo B
| | Equipo                                | Puntos | J  | G  | P  | PF   | PC   | DP   |
| --- | ------------------------------------- | ------ | -- | -- | -- | ---- | ---- | ---- |
| 1 | Segle XXI                             | 47     | 26 | 21 | 5  | 1719 | 1370 | 349  |
| 2 | Fustecma NBF Castelló                 | 46     | 26 | 20 | 6  | 1744 | 1543 | 201  |
| 3 | Unilever Viladecans BF                | 46     | 26 | 20 | 6  | 1688 | 1428 | 260  |
| 4 | Anagan Stadium Casablanca             | 43     | 26 | 17 | 9  | 1461 | 1411 | 50   |
| 5 | GEiEG                                 | 43     | 26 | 17 | 9  | 1431 | 1353 | 78   |
| 6 | Picken Claret                         | 40     | 26 | 14 | 12 | 1591 | 1416 | 175  |
| 7 | Ekke CB Lleida                        | 40     | 26 | 14 | 12 | 1507 | 1583 | -76  |
| 8 | Basket Almeda                         | 38     | 26 | 12 | 14 | 1388 | 1378 | 10   |
| 9 | Wintym Femení Sant Adrià              | 37     | 26 | 11 | 15 | 1571 | 1655 | -84  |
| 10 | Germans Homs-UE Mataró-Femení Maresme | 36     | 26 | 10 | 16 | 1494 | 1523 | -29  |
| 11 | Club Sant Josep Obrer                 | 34     | 26 | 8  | 18 | 1545 | 1609 | -64  |
| 12 | Azulejos Moncayo Helios               | 34     | 26 | 8  | 18 | 1510 | 1659 | -149 |
| 13 | Distrito Olímpico                     | 31     | 26 | 5  | 21 | 1384 | 1677 | -293 |
| 14 | Asnimo Ágora Portals                  | 29     | 26 | 3  | 23 | 1221 | 1649 | -428 |
| Fuente: Federación Española de Baloncesto: Clasificación de la Liga Femenina 2 - Grupo B; actualización automática |                                       |        |    |    |    |      |      |      |

## Fase Final

### Grupo 1
| | Equipo                         | Puntos | J | G | P | PF  | PC  | DP |
| --- | ------------------------------ | ------ | - | - | - | --- | --- | -- |
| 1 | Melilla Sport Capital La Salle | 5      | 3 | 2 | 1 | 188 | 175 | 13 |
| 2 | Picken Claret                  | 5      | 3 | 2 | 1 | 172 | 169 | 3  |
| 3 | ISE Costa de Almería           | 4      | 3 | 1 | 2 | 166 | 187 | 4  |
| 4 | Unilever Viladecans BF         | 4      | 3 | 1 | 2 | 172 | 172 | 0  |
| Fuente: Federación Española de Baloncesto: Clasificación de la Liga Femenina 2 - Final Grupo 1; actualización automática |                                |        |   |   |   |     |     |    |

### Grupo 2
| | Equipo                                | Puntos | J | G | P | PF  | PC  | DP  |
| --- | ------------------------------------- | ------ | - | - | - | --- | --- | --- |
| 1 | Fustecma NBF Castelló                 | 5      | 3 | 2 | 1 | 203 | 185 | 18  |
| 2 | Vega Lagunera Toyota Adareva Tenerife | 5      | 3 | 2 | 1 | 185 | 178 | 7   |
| 3 | GEiEG                                 | 4      | 3 | 1 | 2 | 182 | 195 | -13 |
| 4 | C. B. Arxil                           | 4      | 3 | 1 | 2 | 195 | 207 | -12 |
| Fuente: Federación Española de Baloncesto: Clasificación de la Liga Femenina 2 - Final Grupo 2; actualización automática |                                       |        |   |   |   |     |     |     |

### Partidos para el ascenso
| Equipo 1                       | Resultado | Equipo 2                          |
| ------------------------------ | --------- | --------------------------------- |
| Melilla Sport Capital La Salle | 89-90     | Vega Lag. Toyota Adareva Tenerife |
| Fustecma NBF Castelló          | 58-63     | Picken Claret                     |

## Postemporada
Ascendieron a Liga Femenina Challenge:
- Picken Claret (Campeonas).
- Vega Lagunera Toyota Adareva Tenerife (Subcampeonas).
- Melilla Sport Capital La Salle (al ocupar vacantes).
- Milar Córdoba Baloncesto Femenino (ascendió al intercambiar su plaza con el  RACA Granada).[5]

Descendieron de Liga Femenina Challenge:
- Advisoria Boet Mataró.
- Hierros Díaz Miralvalle.
- RACA Granada (descendió al intercambiar su plaza con el  Milar Córdoba Baloncesto Femenino).[5]

Descendieron a Primera División Fem:
- Asnimo Ágora Portals.
- Asisa Alhaurín de la Torre.
- Distrito Olímpico.
- Gdko Ibaizabal.
- Institutos de Compostela-Xunta de Galicia.
- Azulejos Moncayo Helios.

Ascendieron desde Primera División Fem:
- Tirso Incentro.
- Gardenstore Baloncesto Sevilla.
- CB Aridane.
- Intergraf CB Grup Barna.
- Promoviatges CBF Cerdanyola.
- Aranguren Mutilbasket.
- Bosonit Unibasket (al ocupar vacantes).